# شاهزاده (فیلم ۱۹۹۶)
شاهزاده یا راجکومار (به هندی: Rajkumar) یک فیلم سینمایی هندی در ژانر فانتزی تاریخی محصول سال ۱۹۹۶ و به کارگردانی پانکوج پاراشار است. در این فیلم بازیگرانی همچون آنیل کاپور، مادهوری دیکشیت، نصیرالدین شاه، دنی دنزونگپا، رینا روی، فریده جلال، سانجی میشرا ایفای نقش کرده‌اند.